# 海平面基准
1929年海平面基準（英語：Sea Level Datum of 1929），或官方名稱1929年國家大地垂直基準（英語：National Geodetic Vertical Datum of 1929）是由美國國家大地測量局確定並發布用於測量高於平均海平面點海拔和低於平均海平面窪地的垂直基準。
海平面基準其後被北美垂直測量基準（英語：North American Vertical Datum of 1988）取代。

## 模型
平均海平面用26個驗潮儀上測量：美國21個，加拿大5個。基準面由在26個驗潮儀觀測到的平均海平面高度和由觀測值調整得出的所有基準標高集合來定義。調整總共需要66,315英里（106,724公里）的水準測量，其中246個閉合迴路和25個海平面迴路。
由於1929年的海平面基準是一個混合模型，不是平均海平面、大地水準面或任何其他等勢面的純模型。因此於1973年5月10日被美國國家大地測量局更名為1929年國家大地垂直基準（NGVD 29）。

## 外部鏈接
- .   [2022-08-08]. （原始内容存档于2013-06-01）.
- .   [2022-08-08]. （原始内容存档于2020-04-25）.
- . 美國國家大地測量局（英语：U.S. National Geodetic Survey）.   [2022-08-08]. （原始内容存档于2017-02-03）.
- . 美國國家大地測量局（英语：U.S. National Geodetic Survey）.   [2022-08-08]. （原始内容存档于2012-12-05）.